# Joachim Posener
Joachim Ralph Posener, född 17 januari 1964 på Lidingö i Stockholms län, är en svensk  finansman.

## Bakgrund
Posener studerade juridik, men det finns inga uppgifter om att han tagit juristexamen.. I mitten av 1980-talet var han verksam som skatterådgivare, varvid han hjälpte bolag att undvika reavinstskatt. I början av 1990-talet dömdes Posener till ett 6-årigt fängelsestraff i Danmark för ha plundrat danska företag. Redan 1996, under tiden i fängelset, gjordes skisser för den kommande Trustor-affären.

## Trustorhärvan
Joachim Posener har pekats ut som huvudmannen bakom Trustorhärvan, en företagsplundring som uppdagades 1997 efter att Lord Moynes misstänktes agera målvakt för Posener vid sitt förvärv av det svenska börsbolaget Trustor AB. Företagsförvärvet slutade med att en av de inblandade, Thomas Jisander, dömdes till fängelse. Då svenska polisen ingrep mot Lord Moyne och hans ”team” i oktober 1997 befann sig Joachim Posener utomlands och valde enligt egen utsago att inte återvända till Sverige och han efterlystes internationellt. Enligt egna uppgifter befann han sig först i Spanien och sedan ska han ha bott i Argentina. På hemlig ort intervjuades han av både tidningar och TV, samt skrev och gav ut boken Internationellt efterlyst, men han greps aldrig innan de brott han misstänktes för preskriberades den 20 juni 2007. 
Joachim Posener är inte dömd för något brott i samband med Trustoraffären. Vad avser ekonomiska förehavanden mellan Posener och Trustor AB så gjorde de en förlikning 2007, som bland annat gick ut på att Posener skulle betala 1,5 miljon kronor till Trustor.
Två och ett halvt år senare, i december 2009, träffade svensk polis och statsåklagare Bernt Berger, på Joachim Poseners eget initiativ, denne på den svenska ambassaden i Belgien. Mötet kom till då Posener önskade bli förhörd så att polisen skulle kunna avskriva den sista brottsmisstanken mot Posener. Frågan rörde huruvida Posener hade haft rätt att under de omständigheter som rådde 2004 ge ut boken Internationellt Efterlyst – Mitt liv efter Trustor, samt medverka i en TV-intervju. Kort efter mötet i Bryssel avskrev Bernt Berger samtliga kvarvarande misstankar mot Posener och det finns därför sedan december 2009 inga brottsmisstankar kvar mot Joachim Posener.
När Posener lämnade landet försattes han i personlig konkurs med krav riktade mot sig på 230 miljoner kronor från flera företag som ansåg sig ha lidit ekonomisk skada på grund av hans agerande. Den personliga konkursen avslutades efter beslut av Stockholms tingsrätt den 30 januari 2014, och samtliga skulder kan preskriberas tio år efter konkursens avslut.